# Шатриота
Шатриота или шатро патриота је појам којим се означавају лажни патриоти, најчешће политичари, навијачке групе, политички аналитичари, естрадне личности, јавни радници и др. који у својим наступима и објавама инсистирају на патриотизму и национализму, проглашавајуће све опоненте недовољно патриотама, односно издајницима, страним плаћеницима... а при томе чине или се залажу и подржавају појаве које су управо супротне патриотизму. 
Појам се користи често у расправама на јавним мрежама и форумима, те се као такав нашао на популарном сајту вукајлија . 